# Monte Sant'Angelo
Monte Sant'Angelo je grad i općina u pokrajini Foggia u Apuliji u jugoistočnoj Italiji oko 15 km sjeverno od Manfredonije na južnim padinama Monte Gargana.
Monte Sant'Angelo je 2011. god., zbog Svetišta sv. Mihovila, zajedno s još 7 lokacija (Langobardska središta u Italiji) uvršten na UNESCO-ov popis mjesta svjetske baštine u Europi

## Povijest
Špilja u kojoj se nalazi Svetište svetog Mihovila Arkanđela, gdje se sveti Mihovil ukazao godina 490., 492. i 493., mjesto je mnogih poznatih hodočašća, koja su krenula od Mont-Saint-Michel-a u Normandiji.
Prvi povijesni spomen datira iz 979. godine. Monte Sant'Angelo se spominje tek u jedanaestom stoljeću kao grad. Između 1081. i 1103. godine Monte Sant'Angelo je bio glavni grad normanske vlasti u Italiji. Tu je bila rezidencija Rainulfa I. Aversea i Roberta Guiscarda, koji je sagradio normansku kulu i utvrdu. Fridrik II. ju je obnovio kako bi ga koristila njegova ljubavnica Bianca Lancia, kasnije su bili korišteni uglavnom kao zatvor.
Suci Monte Sant'Angela su bili vrhovni suci carske dvorske komore, imperialis curie in iustitiariatu iudex, koji su nosili titulu iusticiarius.
Justiciari Monte Sant'Angela su bili, koliko je danas poznato:
- oko 1168. Benesmiro de Siponto, koji je bio poslan u Šibenik
- 1220. Jacobus de Sancto Severino, Mattheus Gentilis i jedan drugi Benesmiro de Siponto
- 1221. Benesmiro de Siponto i Thomaso de Aquino, valjda rođak svetog Tome Akvinskog
- 1222. Gualterius
- 1229. Paulos Logothetos
- 1233. – 1240. Riccardus de Montefuscolo
- 1240. – 1244. Rogerius de Parisio
- 1250. Gervasius de Matina i Riccardus de Rocca
- 1258. Manfred, sin rimsko-njemačkog cara Fridrika II.
- 1285. Marija, kći hrvatsko-ugarskog kralja Stjepana V.
- 1292. Karlo II., kralj Napulja
- 1292. Clementia, kći Karla II. kralja Napulja
- 1303. Karlo I. Robert, hrvatsko-ugarski kralj
- 1351. – 1364. Ludovik I. Anžuvinac, hrvatsko-ugarski kralj

Kasnije, 1464. – 1485., utvrda je bila rezidencija albanskog prognanika Skenderbega.
U 17. stoljeću grad je postao dio Kraljevine Napulja, kojoj je pripadao do ujedinjenja Italije u 19. stoljeću.

## Znamenitosti
Najveća znamenitost grada je Svetište arkanđela Mihovila (Santuario di San Michele Arcangelo) sa svojim romaničko - gotičkim zvonikom iz 1274. – 1281., i portalom isklesanim 1305. Svetište sv. Mihovila je bilo nacionalno langobardsko svetište nakon osvajanja Gargana (7. st.) čiji su pkrovitelji bili langobardski vladari i vojvode Beneventa.
Sama crkva je jednobrodna bazilika pokrivena rebrastim svodom, u njoj je romanički ambon iz 1041. koji se pripisuju Acceptusu, i biskupski oltar iz 11. / 12. stoljeća.
Pored tog atrakcija je i langobardska grobnica kralja Rotharija,  baptisterij iz 11. ili 12. stoljeće. i crkva Santa Maria Maggiore iz 1198., s bogatim isklesanim portalom i bizantskim freskama iz 13. i 14. stoljeća.
Veličanstvene su i ruševine normanskog zamka, dograđenog za Aragonaca između 1491. – 1493. godine.

## Gospodarstvo
I danas se ekonomija grada temelji većinom na ovčarstvu i poljoprivredi. Značajni je i hodočasnički turizam zbog Svetišta arkanđela Mihovila.